# Litholomia napaea
Litholomia napaea är en fjärilsart som beskrevs av Morrison 1874. Litholomia napaea ingår i släktet Litholomia och familjen nattflyn. Inga underarter finns listade i Catalogue of Life.